# Guillermo Sirvent Sirvent
Guillermo Sirvent Sirvent (Xixona, 21 de novembre de 1940) és un polític valencià, diputat a les Corts Valencianes durant la II Legislatura.

## Biografia
Es llicencià en química a la Universitat de València i es diplomà en Alta Especialització de Tecnologia d'Aliments. Ha treballat per a l'Institut d'Agroquímica i Tecnologia dels Aliments (IATA), vinculat al Centre Superior d'Investigacions Científiques.
Al començament de la transició espanyola va militar a Reforma Democràtica i el 1976 al Partit Demòcrata Alacantí, del que en fou portaveu. Integrat en la Unió de Centre Democràtic, fou escollit regidor de Xixona a les eleccions municipals espanyoles de 1979, així com diputat provincial. Després de l'ensulsiada de la UCD es va integrar en Alianza Popular, de la que en fou secretari provincial d'Alacant el 1983. Fou elegit diputat a les eleccions a les Corts Valencianes de 1987, formant part com a vocal, entre d'altres, de la Comissió de Sanitat i Consum.
A les eleccions municipals espanyoles de 1991 fou escollit regidor pel Partido Popular a l'ajuntament d'Alacant, així com diputat a la Diputació d'Alacant.